# Collegio elettorale di Melzo (Camera dei deputati)
Il collegio di Melzo fu un collegio elettorale uninominale della Repubblica Italiana per l'elezione della Camera dei deputati. Apparteneva alla circoscrizione Lombardia 1 e fu utilizzato per eleggere un deputato nella XII, XIII e XIV legislatura.
Venne istituito nel 1993 con la cosiddetta Legge Mattarella (Legge n. 277, Nuove norme per l'elezione della Camera dei deputati), attuata in seguito al referendum abrogativo del 1993. La legge istituì per la Camera dei deputati e per il Senato della Repubblica un sistema di elezione misto, in parte maggioritario e in parte proporzionale. Il 75% dei parlamentari dell'assemblea veniva eletto in collegi uninominali tramite sistema maggioritario a turno unico; il restante 25% alla Camera veniva eletto tramite sistema proporzionale con liste bloccate.
Il collegio venne abolito insieme a tutti gli altri che costituivano la Camera con la promulgazione della legge elettorale successiva, la cosiddetta Legge Calderoli. Questa prevedeva un sistema proporzionale con premio di maggioranza, che alla Camera veniva attribuito a livello nazionale.

## Territorio
Il collegio di Melzo era uno dei 74 collegi uninominali in cui era suddivisa la Lombardia e, come previsto dal D.Lgs. del 20 dicembre 1993 n. 536, era interamente compreso nella provincia di Milano e comprendeva i seguenti comuni: Basiano, Bellinzago Lombardo, Cassano d'Adda, Cassina de' Pecchi, Gessate, Gorgonzola, Inzago, Liscate, Masate, Melzo, Pozzo d'Adda, Pozzuolo Martesana, Trezzano Rosa, Truccazzano, Vaprio d'Adda e Vignate.

## Eletti
| Elezione | Elezione | Deputato          | Partito                 |
| -------- | -------- | ----------------- | ----------------------- |
|          | 1994     | Alessandro Rubino | Polo delle Libertà (FI) |
|          | 1996     | Sergio Fumagalli  | L'Ulivo (SI)            |
|          | 2001     | Carlo Taormina    | Casa delle Libertà (FI) |

## Dati elettorali

### XII legislatura

#### Risultati proporzionale
| Coalizioni        | Coalizioni           | Liste                           | Liste                              | Voti   | %     |
| ----------------- | -------------------- | ------------------------------- | ---------------------------------- | ------ | ----- |
|                   | Polo delle Libertà   |                                 | Forza Italia                       | 24.094 | 27,24 |
|                   | Polo delle Libertà   | Lega Nord                       | 15.513                             | 17,54  |       |
| Totale Coalizione | Totale Coalizione    | 39.607                          | 44,78                              |        |       |
|                   | Progressisti         |                                 | Partito Democratico della Sinistra | 12.913 | 14,60 |
|                   | Progressisti         | Rifondazione Comunista          | 5.068                              | 5,73   |       |
|                   | Progressisti         | Federazione dei Verdi           | 2.692                              | 3,04   |       |
|                   | Progressisti         | La Rete - Movimento Democratico | 1.351                              | 1,53   |       |
|                   | Progressisti         | Partito Socialista Italiano     | 1.317                              | 1,49   |       |
|                   | Progressisti         | Alleanza Democratica            | 1.177                              | 1,33   |       |
| Totale coalizione | Totale coalizione    | 24.518                          | 27,72                              |        |       |
|                   | Patto per l'Italia   |                                 | Partito Popolare Italiano          | 9.963  | 11,26 |
|                   | Patto per l'Italia   | Patto Segni                     | 3.641                              | 4,12   |       |
| Totale coalizione | Totale coalizione    | 13.604                          | 15,38                              |        |       |
|                   | Alleanza Nazionale   | Alleanza Nazionale              | Alleanza Nazionale                 | 4.491  | 5,08  |
|                   | Lista Pannella       | Lista Pannella                  | Lista Pannella                     | 4.366  | 4,94  |
|                   | Lega Alpina Lumbarda | Lega Alpina Lumbarda            | Lega Alpina Lumbarda               | 1.280  | 1,45  |
|                   | Lega Angela Bossi    | Lega Angela Bossi               | Lega Angela Bossi                  | 588    | 0,66  |
| Totale            | Totale               | Totale                          | Totale                             | 88.454 |       |

#### Risultati uninominale
|                               | Alessandro Rubino ✔️ Eletto      | Polo delle Libertà (FI - LN - CCD - UDC) | 45 843 | 52,56 |  |  |  |  |  |
|                               | Osvaldo Battista Vallese         | Progressisti                             | 24 223 | 27,77 |  |  |  |  |  |
|                               | Maurizio Gianni Felice Attanasio | Patto per l'Italia                       | 11 462 | 13,14 |  |  |  |  |  |
|                               | Stefano Natalucci                | Alleanza Nazionale                       | 4 925  | 5,65  |  |  |  |  |  |
|                               | Ugo Sarao                        | Partito di Centro                        | 774    | 0,89  |  |  |  |  |  |
| Totale                        | Totale                           | Totale                                   | 87 227 | 100   |  |  |  |  |  |
|                               |                                  |                                          |        |       |  |  |  |  |  |
| Fonte: Ministero dell'interno |                                  |                                          |        |       |  |  |  |  |  |

### XIII legislatura

#### Risultati proporzionale
| Coalizioni        | Coalizioni                         | Liste                                     | Liste                              | Voti   | %     |
| ----------------- | ---------------------------------- | ----------------------------------------- | ---------------------------------- | ------ | ----- |
|                   | Polo per le Libertà                |                                           | Forza Italia                       | 21.445 | 24,68 |
|                   | Polo per le Libertà                | Alleanza Nazionale                        | 7.502                              | 8,63   |       |
|                   | Polo per le Libertà                | CCD-CDU                                   | 3.905                              | 4,49   |       |
| Totale coalizione | Totale coalizione                  | 32.852                                    | 47,80                              |        |       |
|                   | L'Ulivo                            |                                           | Partito Democratico della Sinistra | 15.800 | 18,18 |
|                   | L'Ulivo                            | Popolari per Prodi (PPI-SVP-PRI-UD-Prodi) | 6.109                              | 7,03   |       |
|                   | L'Ulivo                            | Rinnovamento Italiano                     | 3.440                              | 3,96   |       |
|                   | L'Ulivo                            | Federazione dei Verdi                     | 2.291                              | 2,64   |       |
| Totale coalizione | Totale coalizione                  | 27.640                                    | 31,81                              |        |       |
|                   | Lega Nord                          | Lega Nord                                 | Lega Nord                          | 16.674 | 19,19 |
|                   | Progressisti                       |                                           | Rifondazione Comunista             | 6.913  | 7,96  |
|                   | Lista Pannella - Sgarbi            | Lista Pannella - Sgarbi                   | Lista Pannella - Sgarbi            | 2.220  | 2,55  |
|                   | Movimento Sociale Fiamma Tricolore | Movimento Sociale Fiamma Tricolore        | Movimento Sociale Fiamma Tricolore | 472    | 0,54  |
|                   | Partito Umanista                   | Partito Umanista                          | Partito Umanista                   | 119    | 0,14  |
| Totale            | Totale                             | Totale                                    | Totale                             | 86.890 |       |

#### Risultati uninominale
|                               | Sergio Fumagalli ✔️ Eletto | L'Ulivo             | 35 269 | 40,73 |  |  |  |  |  |
|                               | Emanuele Basile            | Polo per le Libertà | 33 188 | 38,33 |  |  |  |  |  |
|                               | Franco Piantelli           | Lega Nord           | 18 138 | 20,95 |  |  |  |  |  |
| Totale                        | Totale                     | Totale              | 86 595 | 100   |  |  |  |  |  |
|                               |                            |                     |        |       |  |  |  |  |  |
| Fonte: Ministero dell'interno |                            |                     |        |       |  |  |  |  |  |

### XIV legislatura

#### Risultati proporzionale
| Coalizioni        | Coalizioni              | Liste                   | Liste                                 | Voti   | %     |
| ----------------- | ----------------------- | ----------------------- | ------------------------------------- | ------ | ----- |
|                   | Casa delle Libertà      |                         | Forza Italia                          | 26.938 | 30,60 |
|                   | Casa delle Libertà      | Alleanza Nazionale      | 8.246                                 | 9,37   |       |
|                   | Casa delle Libertà      | Lega Nord               | 7.796                                 | 8,86   |       |
|                   | Casa delle Libertà      | CCD-CDU                 | 1.991                                 | 2,26   |       |
| Totale coalizione | Totale coalizione       | 44.971                  | 51,09                                 |        |       |
|                   | L'Ulivo                 |                         | La Margherita (Dem - PPI - RI- UDEUR) | 14.998 | 17,04 |
|                   | L'Ulivo                 | Democratici di Sinistra | 11.062                                | 12,57  |       |
|                   | L'Ulivo                 | Il Girasole (FdV - SDI) | 1.827                                 | 2,15   |       |
|                   | L'Ulivo                 | Comunisti Italiani      | 1.617                                 | 1,84   |       |
| Totale coalizione | Totale coalizione       | 29.504                  | 33,60                                 |        |       |
|                   | Rifondazione Comunista  | Rifondazione Comunista  | Rifondazione Comunista                | 5.047  | 5,73  |
|                   | Lista Di Pietro         | Lista Di Pietro         | Lista Di Pietro                       | 3.243  | 3,68  |
|                   | Lista Pannella - Bonino | Lista Pannella - Bonino | Lista Pannella - Bonino               | 2.496  | 2,84  |
|                   | Partito Pensionati      | Partito Pensionati      | Partito Pensionati                    | 1.503  | 1,71  |
|                   | Democrazia Europea      | Democrazia Europea      | Democrazia Europea                    | 745    | 0,85  |
|                   | Abolizione scorporo     | Abolizione scorporo     | Abolizione scorporo                   | 50     | 0,06  |
| Totale            | Totale                  | Totale                  | Totale                                | 88.025 |       |

#### Risultati uninominale
|                               | Carlo Taormina ✔️ Eletto | Casa delle Libertà | 43 061 | 49,65 |  |  |  |  |  |
|                               | Sergio Fumagalli         | L'Ulivo            | 37 048 | 42,72 |  |  |  |  |  |
|                               | Ugo Mauri                | Lista Di Pietro    | 4 231  | 4,88  |  |  |  |  |  |
|                               | Livio Boscaro            | Democrazia Europea | 2 391  | 2,76  |  |  |  |  |  |
| Totale                        | Totale                   | Totale             | 86 731 | 100   |  |  |  |  |  |
|                               |                          |                    |        |       |  |  |  |  |  |
| Fonte: Ministero dell'interno |                          |                    |        |       |  |  |  |  |  |